# 萬聖年代
《萬聖年代》（英語：Ten Thousand Saints）是2015年一套美國電影。

## 演員
- 阿薩·巴特菲爾德  飾 jude
- 海莉·史坦菲德 飾 Eliza
- 伊森·霍克 飾 Les
- Julianne Nicholson 飾 Harriet
- 艾米爾·荷許
- 艾蜜莉·摩提默飾 Di